# Mannen från Nasaret
Mannen från Nasaret, amerikansk dramafilm från 1965.

## Handling
Filmen handlar om Jesus (spelad av Max von Sydow) liv.

## Om filmen
Filmen hade svensk premiär 14 september 1965 i 70 mm kopia på biografen Vinterpalatset i Stockholm.

## Rollista (i urval)
- Max von Sydow - Jesus
- Carroll Baker - Veronika
- Ina Balin - Martha of Bethany
- Victor Buono - Sorak
- Richard Conte - Barabbas
- José Ferrer - Herod Antipas
- Van Heflin - Bar Amand
- Charlton Heston - Johannes Döparen
- Martin Landau - Caiaphas
- Angela Lansbury - Claudia
- Janet Margolin - Mary of Bethany
- David McCallum - Judas Iskariot
- Sal Mineo - Uriah
- Donald Pleasence - The Dark Hermit - Satan
- Sidney Poitier - Simon av Kyrene
- Claude Rains - Kung Herodes
- Telly Savalas - Pontius Pilatus
- Joseph Schildkraut - Nicodemus
- John Wayne - Centurion at crucifixion
- Shelley Winters - Woman who is healed
- Robert Blake - Simon the Zealot
- Roddy McDowall - Matthew
- Dorothy McGuire - Jungfru Maria
- Michael Tolan - Lazarus